# Jean-François Pauvros

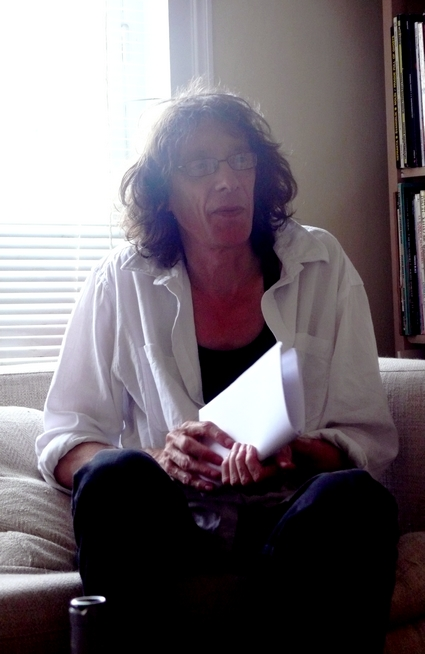
Jean-François Pauvros (2009)

Jean-François Pauvros (* 19. Oktober 1947 in Hautmont) ist ein französischer Improvisationsmusiker (Gitarre, Stimme, Komposition).

## Leben und Wirken
Pauvros, dessen jüngerer Bruder der Regionalpolitiker Rémi Pauvros ist, spielte zunächst Tanzmusik; er wurde von Gitarristen wie Jimmy Page beeinflusst, aber auch von belgischer Blasmusik und Klassik. Aufbauend auf Sonny Sharrock und Derek Bailey entwickelte er einen eigenen Zugang aus der Rockmusik in die Improvisation. Er wurde Französischlehrer, bevor er sich entschied, von der Musik zu leben.
Zusammen mit Gaby Bizien und Philippe Deschepper wirkte er in der Band Moebius mit. Jef Gilson nahm  No Man's Land, die erste Platte von Pauvros im Duo mit Gaby Bizien auf, dessen Musik der britischen frei improvisierten Musik nahesteht. Mit dem Pianisten Siegfried Kessler spielte er 1978 das Album Phoenix 14 für Harmonia Mundi ein. Im Pariser Théâtre Mouffetard, das 1978 von Bernard Lubat kuratiert wurde, trat er mit der Sängerin Aude Cornillac auf und traf den Trompeter Jac Berrocal, mit dem er die Gruppe Catalogue gründete (in der der Schlagzeuger Gilbert Artman die Nachfolge von Jean-Pierre Arnoux antrat). HatHut Records veröffentlicht die erste Platte der Gruppe mit dem Titel Pénétration.
Pauvros nahm 1985 für das Label Nato Records das Album Le Grand Amour mit dem Gitarristen Arto Lindsay, dem Sänger Ted Milton (Gründer der Gruppe Blurt) und dem Schlagzeuger Terry Day auf; 1988 erschien auf demselben Label sein Folgealbum Hamster Attack mit dem Schlagzeuger Julian Fenton, der Sängerin Mary Genis und den Saxophonisten Evan Parker und Stan Sulzmann. Er tourte in Japan, den USA, Südamerika und sogar Äthiopien. Er spielte mit David Holmes und Elliott Sharp, Tony Hymas, George Lewis, Jacques Thollot, Rhys Chatham und den 100 Guitars. Mit Mary Genis betrieb er eine Steeldrum-Band, der auch der Reggae-Posaunist Rico Rodriguez angehörte. 
Pauvros gründete die Gruppen Marteau Rouge mit dem Tonmeister Jean-Marc Foussat und dem Schlagzeuger Makoto Satō, les quatre filles de l'industrie mit Jean-François Binet, Jean-Marie Messa, Jean Nirouet, Ernie Brooks und Makoto Sato, spielte im Duo mit der Harfenistin Hélène Breschand und im Trio mit Noël Akchoté und Jean-Marc Montera. Weiterhin nahm er an Lesungen und Performances mit dem Dichter Charles Pennequin und dem japanischen Dichter Gozo Yoshimasu und Setsuko Chiba teil. Er hat auch mit Daunik Lazro, Roger Turner, Keiji Haino und Kawabata Makoto (Gründungsmitglied der Gruppe Acid Mothers Temple) gearbeitet. 2020 entstand für Nato das Album À tort et au travers im Trio mit Antonin Rayon und Mark Kerr.
Pauvros komponierte unter anderem die Musik für die Filme Royal Bonbon und Pitchipoï von Charles Najman, Gris-Blanc von Karim Dridi, Stalingrad Lovers von Fleur Albert und La Mécanique des femmes von Jérôme de Missolz. Regelmäßig arbeitete er mit dem Filmemacher Guy Girard zusammen (7 films de Guy Girard, 2019).